# Villata
Villata é uma comuna italiana da região do Piemonte, província de Vercelli, com cerca de 1.624 habitantes. Estende-se por uma área de 14 km², tendo uma densidade populacional de 116 hab/km². Faz fronteira com Borgo Vercelli, Caresanablot, Casalvolone (NO), Oldenico, San Nazzaro Sesia (NO), Vercelli.

## Demografia
| Variação demográfica do município entre 1861 e 2011                               |
|                                                                                   |
| Fonte: Istituto Nazionale di Statistica (ISTAT) - Elaboração gráfica da Wikipedia |